# Global Deejays
Global Deejays es un trío de música dance austríaco compuesto por DJ Taylor (Konrad Schreyvogl), DJ Mikkel (Mikkel Christensen) y FLOw (Florian Schreyvogl).
También son conocidos como DJ Taylor & Flow, Global Playboys, Groove Agents, Ravers On Dope.
Entre sus éxitos más grandes están su versión del año 2004, del hit de 1967 San Francisco (Be Sure To Wear Flowers In Your Hair) de Scott McKenzie y su versión del clásico What A Feeling (Flashdance) de Irene Cara.

## Álbumes de estudio
- "Network" (2005)

## Remixes No Oficiales
- "In The Name of Love (Introducing Jet Set)"
- "Technotronic - Pump Up The Jam"

## Sencillos / Maxis / Vinilos
| Año  | Título                                                       | AUT | ALE | SUI | World Trance Charts | US Dance | RUS | ESP | UKN | FRA | BRA | CAN | HOL |
| ---- | ------------------------------------------------------------ | --- | --- | --- | ------------------- | -------- | --- | --- | --- | --- | --- | --- | --- |
| 2004 | "The Sound of San Francisco"                                 | 4   | 3   | 25  | 29                  | 5        | 1   | 1   | 1   | 18  | 3   | 3   | 31  |
| 2005 | "What A Feeling (Flashdance)"                                | 14  | 16  | 45  | 1                   | 5        | 9   | 1   | 10  | 18  | —   | —   | 35  |
| 2006 | "Don't Stop (Me Now)"                                        | —   | —   | —   | —                   | —        | —   | —   | —   | —   | —   | —   | —   |
| 2006 | "Stars on 45"                                                | —   | 12  | —   | 16                  | —        | 49  | 8   | —   | —   | —   | —   | —   |
| 2006 | "Mr Funk"                                                    | —   | —   | —   | —                   | —        | —   | —   | 115 | —   | —   | —   | —   |
| 2007 | "Get Up (Before The Night Is Over)" (vs. Technotronic)       | —   | —   | —   | —                   | —        | —   | —   | 1   | 32  | —   | 32  | —   |
| 2007 | "Zelenoglazoe Taksi" (Oleg Kvasha's "Green-Eyed Taxi" cover) | —   | —   | —   | —                   | —        | 5   | —   | —   | —   | —   | —   | —   |
| 2007 | "Everybody's Free" (con Rozalla)                             | —   | —   | —   | —                   | —        | —   | —   | —   | —   | —   | —   | 70  |
| 2010 | "My Friend" (con Ida Corr)                                   | —   | —   | —   | —                   | —        | —   | —   | —   | —   | —   | —   | —   |
| 2011 | "Bring It Back" (con Niels van Gogh)                         | —   | —   | —   | —                   | 8        | —   | —   | —   | 72  | —   | —   | —   |
| 2012 | "Hardcore Vibes"                                             | —   | —   | 73  | —                   | —        | —   | —   | —   | 24  | —   | —   | —   |
| 2012 | "Go High" (con Danny Marquez)                                | —   | —   | —   | —                   | —        | —   | —   | —   | —   | —   | —   | —   |
| 2013 | "Party 2 Daylight" (con Chris Willis)                        | —   | —   | —   | —                   | —        | —   | —   | —   | —   | —   | —   | —   |